# Augustus Welby Pugin
Augustus Welby Pugin (Bloomsbury, Londres, 1 de Março de 1812 – Ramsgate, 14 de Setembro de 1852) foi um arquiteto, designer, artista e crítico inglês com origens francesa e suíça da Inglaterra,

## Vida
Ele é lembrado principalmente por seu papel pioneiro no estilo de arquitetura neogótica. Seu trabalho culminou na concepção do interior do Palácio de Westminster em Westminster, Londres, e sua icônica torre do relógio, posteriormente rebatizada de "Elizabeth Tower", que abriga o sino conhecido como Big Ben. Pugin projetou muitas igrejas na Inglaterra e algumas na Irlanda e na Austrália. Ele era filho de Auguste Pugin e pai de Edward Welby Pugin e Peter Paul Pugin, que continuou sua empresa de arquitetura como Pugin & Pugin.